# Neocordulia matutuensis
Neocordulia matutuensis – gatunek ważki z rodziny Synthemistidae. Znany tylko z jednego okazu – samca odłowionego w 1999 roku w gminie Aiuruoca w stanie Minas Gerais w południowo-wschodniej Brazylii.